# Lee Hyeon-seo

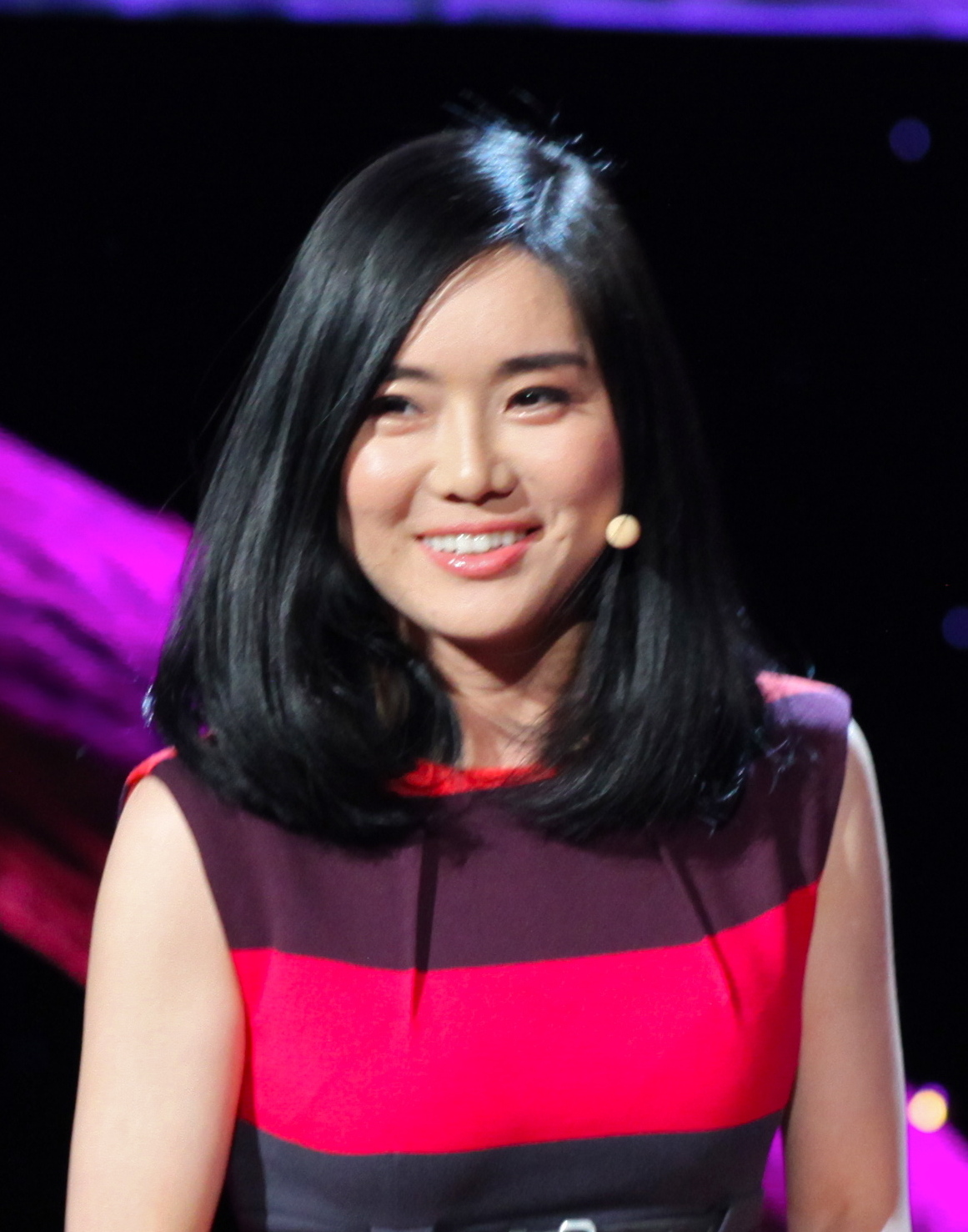
Lee Hyeon-seo (2013)

Lee Hyeon-seo (koreanisch 이현서; geboren Januar 1980 in Hyesan, Provinz Ryanggang-do) ist eine in Nordkorea geborene und nach Flucht nun in Südkorea lebende Menschenrechtsaktivistin und Buchautorin. Sie wurde bekannt durch ihr Buch Schwarze Magnolie (Originaltitel: The Girl with Seven Names), in dem sie ihre Geschichte beschrieb.

## Herkunft
Hyeon-seo wurde 1980 in Hyesan geboren, der Hauptstadt der Provinz Ryanggang-do, die im Norden Nordkoreas an der chinesischen Grenze liegt. Sie berichtete, dass sie sich als Kind völlig mit dem nordkoreanischen System im Einklang fand und ihr Land für das beste der Welt gehalten habe. Das nordkoreanische Motto sei gewesen „Wir müssen auf niemanden neidisch sein“. Sie sei stolz gewesen, habe alles für normal gehalten, selbst wenn man als Siebenjährige eine öffentliche Hinrichtung miterlebte. Ihre Familie habe in gesicherten wirtschaftlichen Verhältnissen gelebt, aber sie sei nach der Hungersnot 1994–1998 Zeugin von viel Leid und Tod gewesen.

## Flucht

### China
1997 überquerte Lee allein und unterstützt durch einen Grenzbeamten den zugefrorenen Grenzfluss Yalu mit dem Plan, in China zu studieren und danach nach Nordkorea zurückzukehren. Um nicht Schwierigkeiten mit der nordkoreanischen Sicherheitspolizei zu bekommen, musste sie jedoch illegal bei Verwandten in China leben. Sie wechselte mehrfach ihren Namen. Es gelang ihr, die Identität eines geistig behinderten Mädchens aus der nordostchinesischen Provinz Heilongjiang zu kaufen und sich damit einen Reisepass und einen Führerschein zu besorgen. Als die Behörden auf sie aufmerksam wurden und ihr vorwarfen Nordkoreanerin zu sein, wurde sie von der Polizei verhört und auf ihr Chinesisch und ihr Wissen über China getestet. Da ihr Vater darauf bestanden hatte, dass sie als Kind chinesische Schriftzeichen lernte, bestand sie den Test.

### Südkorea
Nachdem sie 10 Jahre lang in China unter unsicheren Umständen gelebt hatte, gelang Lee die Flucht nach Südkorea. Sie kam im Januar 2008 am Flughafen Incheon an und meldete sich bei der Einwanderungsbehörde als nordkoreanische Asylbewerberin. Sie wurde inhaftiert und informiert, dass sie umgehend nach China abgeschoben würde, wenn sie gegen koreanisches Recht verstoßen habe, was Gefängnis und Überstellung an Nordkorea bedeutet hätte.
Sie bat um Kontakt zum koreanischen Geheimdienst, der sie drei Stunden später nach Seoul fuhr.
Sie absolvierte einen Orientierungskurs für das Leben in Südkorea und erhielt dann ein Haus zum Wohnen. Sie berichtete von gemischten Gefühlen aus Angst und Aufregung. Das Einleben habe sich als viel schwieriger erwiesen, als sie es erwartet habe. Ihr sei die große Kluft zwischen Nord und Süd klargeworden, angefangen beim Bildungsstand bis hin zu kulturellen und sprachlichen Unterschieden. Die Koreaner seien ein ethnisch homogenes Volk, seien aber innerlich durch die 67 Jahre der Teilung sehr unterschiedlich geworden.
Sie habe antinordkoreanische Vorurteile erlebt und manchmal mit ihrer Entscheidung gehadert. Nach einem Jahr der Verwirrung und Unordnung sei es ihr endlich gelungen, einen Sinn in ihrem neuen Leben zu finden.

## Familienflucht
Lee erhielt die Nachricht, dass die nordkoreanische Polizei Geld abgefangen hatte, das sie über einen Makler an ihre Familie geschickt hatte, und dass ihre Mutter und ihr Bruder Min-ho nun von einer Inhaftierung bedroht seien. Lee beschloss, die beiden nach Südkorea zu holen, da sie weder Chinesisch sprechen noch verstehen konnten. Sie kehrte nach China zurück und traf ihre Familie in Changbai, nachdem ihr Bruder mit ihrer Mutter die Grenze nach China überwunden hatte.
Sie begleitete sie dann auf einer über 3000 km langen Reise durch China, die ständig vom Scheitern bedroht war. Bei einer Polizeikontrolle habe Lee dem Beamten erklärt, dass ihre Familie taubstumm sei und deshalb von ihr begleitet würde, worauf man sie habe passieren lassen. An der Grenze zu Laos traf Lee einen Vermittler, der ihre Mutter und ihren Bruder über die Grenze und zur südkoreanischen Botschaft in Vientiane bringen sollte. Auf dem Weg zu einem Flughafen in China, um nach Südkorea zurückzufliegen, erfuhr sie jedoch, dass ihre Mutter und ihr Bruder beim Grenzübertritt von den laotischen Behörden festgesetzt worden waren.
Lee reiste nach Luang Namtha im Norden von Laos, wo sie durch Bestechungsgeld und Begleichen von Geldstrafen nach einem Monat die Freilassung ihrer Familienmitglieder erreichen konnte. Sie reiste mit ihnen nach Vientiane, wo ihre Familienmitglieder allerdings erneut inhaftiert wurden. Lee pendelte fast 50 Tage lang zwischen der Einwanderungsbehörde und der nationalen Polizeibehörde hin und her. Durch die Unterstützung einer Zufallsbekanntschaft, des Australiers Dick Stolp, konnte sie geforderte Bestechungsgelder bezahlen und die Ausreise ihrer Familie nach Südkorea erreichen.

## Integration
Lee schrieb 2011, dass ihre guten Chinesisch-Kenntnisse ihr beim Zugang auf den Arbeitsmarkt wenig geholfen hätten. Die fehlenden Englischkenntnisse hätten ein großes Handicap dargestellt, weshalb sie sich intensiv darum bemüht habe. Sie war eine von 50 College-Studenten, die aus Nordkorea geflohen waren, die an dem von der britischen Botschaft gesponserten Programm English for the Future teilnahm. Sie arbeitete in Teilzeit und belegte Kurse in Buchhaltung an verschiedenen Instituten und erwarb die für die Arbeit erforderlichen Zertifikate. 2011 wurde sie an der Hankuk Universität für Fremdsprachen durch eine Sonderzulassung in die chinesische Sprachabteilung aufgenommen. Sie arbeitete im südkoreanischen Ministerium für Wiedervereinigung als studentische Journalistin und schrieb Artikel über die Beziehungen zwischen Nord- und Südkorea sowie über die Möglichkeit einer Wiedervereinigung.

## Aktivistische Arbeit
Lee sprach über ihre Erfahrungen auf einer TED-Konferenz in Long Beach (Kalifornien) im Februar 2013. Das YouTube-Video ihres Vortrags wurde bereits über 20 Millionen Mal aufgerufen. Sie wurde von der BBC, CNN, CBS News und vielen anderen Fernseh- und Radiosendern in aller Welt interviewt.
Im Mai 2014 trat sie als Rednerin auf dem Oslo Freedom Forum auf.
Sie veröffentlichte 2015 ihr Buch The Girl with Seven Names, das in Deutschland unter dem Titel Schwarze Magnolie: Wie ich aus Nordkorea entkam. Ein Bericht aus der Hölle veröffentlicht wurde.
Lee war Exekutiv-Produzentin des 2024 auf PBS veröffentlichten Dokumentarfilms „Beyond Utopia“ über einen Pastor in Südkorea, der Nordkoreanern bei der Flucht half.

## Veröffentlichungen
- mit David John: The Girl with Seven Names. A North Korean Defector's Story. William Collins, Glasgow 2015, ISBN 978-0-00-815450-9.
  - deutsche Übersetzung durch Ute Daenschel, Elisabeth Schmalen und Katharina Uhlen: Schwarze Magnolie. Wie ich aus Nordkorea entkam. Ein Bericht aus der Hölle. Heyne Verlag, München 2015, ISBN 978-3-453-20075-3.